# Pelorus Jack

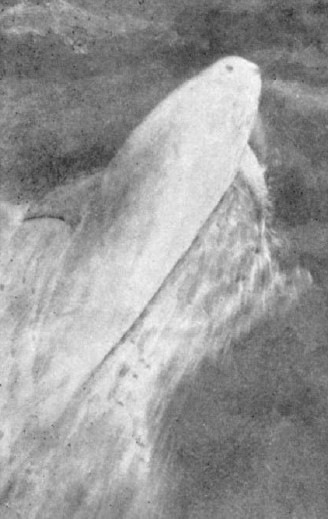
Pelorus Jack.

Pelorus Jack (fl. 1888 et mort en avril 1912) est un dauphin de Risso devenu célèbre pour être venu à la rencontre des navires et les avoir escortés à travers une partie du détroit de Cook en Nouvelle-Zélande entre 1888 et 1912.
Pelorus Jack était habituellement repéré dans la baie de l'Amirauté entre le cap Francis et Collinet Point, près du French Pass. Ce dernier est un canal naturel notoirement dangereux utilisé par les navires qui se déplacent entre Wellington et Nelson.
En 1904, Pelorus Jack fut touché par un tir de fusil depuis un navire qui traversait le chenal. Cet incident fut à l'origine d'une loi néo-zélandaise en vue de le protéger.

## Description
Pelorus Jack mesurait environ 4 m de longueur et était de couleur blanche à lignes ou ombres grises, avec une tête ronde blanche.
Identifié à l'aide de photographies comme étant un dauphin de Risso (Grampus griseus), son sexe ne fut cependant jamais déterminé. Le dauphin de Risso est une espèce peu commune en Nouvelle-Zélande,.

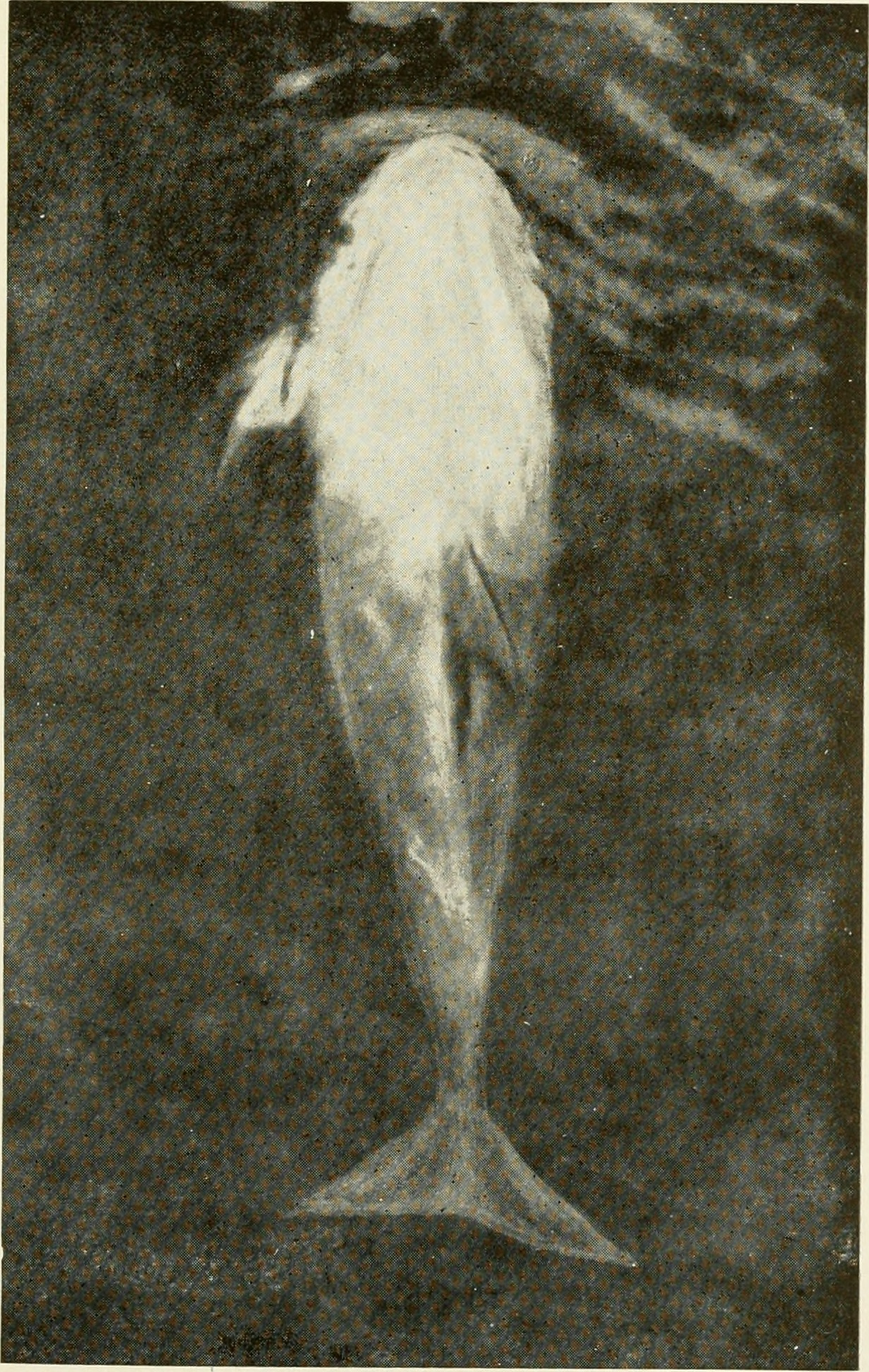
Pelorus Jack. Photographié par A. Pitt.

## Histoire
Pelorus Jack guidait les navires en nageant le long des embarcations pendant 8 km. Quand l'équipage ne voyait pas Jack tout de suite, il attendait fréquemment jusqu'à ce que le dauphin apparaisse.
Malgré son nom, il ne vivait pas près de Pelorus Sound, il guidait plutôt les navires au travers des passages dangereux du French Pass.
Pelorus Jack fut aperçu pour la première fois vers 1888 lorsqu'il apparut face au Brindle une goélette alors que celle-ci approcha du French Pass, un chenal étroit situé entre l'île d'Urville et l'Île du Sud. Lorsque les membres de l'équipage virent le dauphin sautiller devant le navire, ils voulurent le tuer, mais l'épouse du capitaine les en dissuada. À leur étonnement, le dauphin guida le bateau à travers le chenal étroit.
Pendant les années qui suivirent Pelorus Jack escorta chaque navire qui se présentait. La zone était dangereuse pour les navires, mais aucun accident ne fut à déplorer quand Jack était présent pour la traversée du chenal.
De nombreux marins et voyageurs ont vu Pelorus Jack et il est mentionné dans la presse écrite locale et représenté sur des cartes postales.
Jack fut aperçu pour la dernière fois en avril 1912. Plusieurs rumeurs ont circulé concernant sa disparition, y compris que des chasseurs de baleines étrangers l'avaient harponné. Cependant, des recherches ont suggéré que Pelorus Jack était un animal âgé : sa tête était blanche et son corps était pâle, deux indicateurs d'âge, ce qui laisse entendre que la mort de l'animal est d'origine naturelle.

### Incident

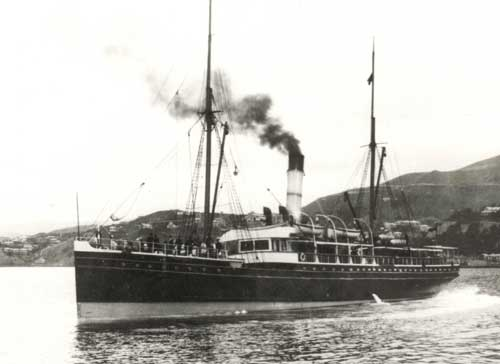
Le SS Penguin.

En 1904, un passager alcoolisé du SS Penguin tira au fusil sur Pelorus Jack, provoquant la colère de l'équipage lorsqu'ils virent l'animal blessé. Remis de sa blessure et malgré cette attaque, Pelorus Jack continua à guider les navires. Une rumeur locale assure que plus jamais le dauphin ne guida le Penguin, qui sombra en 1909 dans le détroit de Cook, entraînant la mort de 75 personnes,,.

### Protection
Cet incident amena le gouvernement de Nouvelle-Zélande à promulguer une loi spécifique assurant la protection du dauphin. Pelorus Jack devint protégé par le Sea Fisheries Act du 26 septembre 1904, corrigeant ainsi les lois sur la pêche maritime (Sea-fisheries Act 1894) et la pêche (Fisheries Act) existantes, car aucune des deux premières lois ne garantissait une protection des mammifères marins autres que les phoques. Pelorus Jack fut protégé ainsi jusqu'à sa disparition en 1912. On pense qu'il fut la première créature marine individuelle à être protégée par une loi.

### Navigation

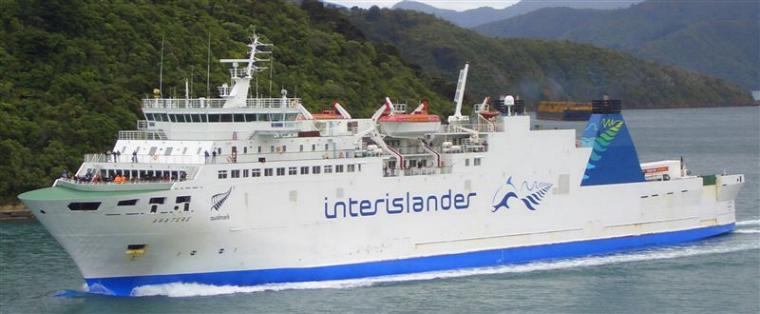
Aratere, un navire de la société Interislander, avec le logo de Pelorus Jack.